# Feistritz bei Anger
Feistritz bei Anger è una frazione di 1 069 abitanti del comune austriaco di Anger, nel distretto di Weiz, in Stiria. Già comune autonomo, il 1º gennaio 2015 è stato aggregato ad Anger assieme agli altri comuni soppressi di Baierdorf bei Anger e Naintsch.